# Alstroemeria paraensis
Alstroemeria paraensis é uma espécie das alstroemeriáceas. Alstroemeria paraensis pertence ao gênero Alstroemeria e à família Alstroemeriaceae.

## Descrição
É endêmica do sudeste do Brasil, especialmente descrita no estado do Pará. É um geófito tuberoso e cresce principalmente no clima tropical úmido.

## Taxonomia
Alstroemeria paraensis foi descrita pela primeira vez por Marta Camargo de Assis, em 2006, e publicada na revista Brittonia 58: 267.

## Etimologia
Alstroemeria: nome genérico dado em honra ao botânico sueco barão Clas Alströmer (Claus von Alstroemer) por seu amigo Carlos Lineu.
paraensis: epíteto que faz referência ao estado brasilero do Pará.